# Escut d'Albània
L'escut d'Albània (albanès:Stema e Republikës së Shqipërisë) és una adaptació de la bandera d'Albània. Està basat en el segell de Gjergj Kastrioti Skanderbeg (1405-1468), heroi nacional durant la lluita contra l'ocupació otomana. Precisament l'emblema damunt el cap de l'àguila bicèfala és el casc de Skanderbeg, amb dues banyes de cabra. Presenta l'àguila negra de dos caps, documentada en ús oficial des de 1458, com ho demostra un document segellat descobert a l'Arxiu Secret del Vaticà (fons: Miscellanea, vol. XXXIX, doc. 2398), adreçat al papa Pius II i co-segellat pel notari Johannes Borcius de Grillis. El casc d'or estilitzat es basa parcialment en el model de rang semblant a una corona que va pertànyer a Skanderbeg, actualment exposat al Kunsthistorisches Museum de Viena, esmentat per primera vegada el 1593 a l'inventari d'armes d'Ambras i representat el 1601/03 a l'"Armamentarium Heroicum" de Jakob Notz Schrenck von Notz Schrenck . El governant d'Àustria, Ferran II, va adquirir el casc al duc d'Urbino, així esmentat en una carta que el duc li va enviar, datada el 15 d'octubre de 1578.
És de gules, amb una àguila bicèfala de sable. Al cap, una representació del casc de Skanderbeg, d'or.
Descrit en la Constitució de 1999, fou adoptat oficialment el 31 de juliol del 2002, en substitució del de l'antiga República Popular d'Albània, de tipus socialista, amb l'àguila de sable sobremuntada per una estrella roja de cinc puntes i voltada de feixos d'espigues d'or, lligats amb una cinta vermella amb la inscripció «24 Mai 1944», data del Congrés de Përmet, on es va proclamar Enver Hoxha primer ministre del Govern provisional albanès durant l'ocupació nazi. L'ampliació de l'ús de l'escut de la República s'explica per la decisió núm. 474 del Consell de Ministres, de 10 de juliol de 2003.

## Escuts utilitzats anteriorment

Principat d'Albània (1914)
Regne d'Albània (1928–1939)
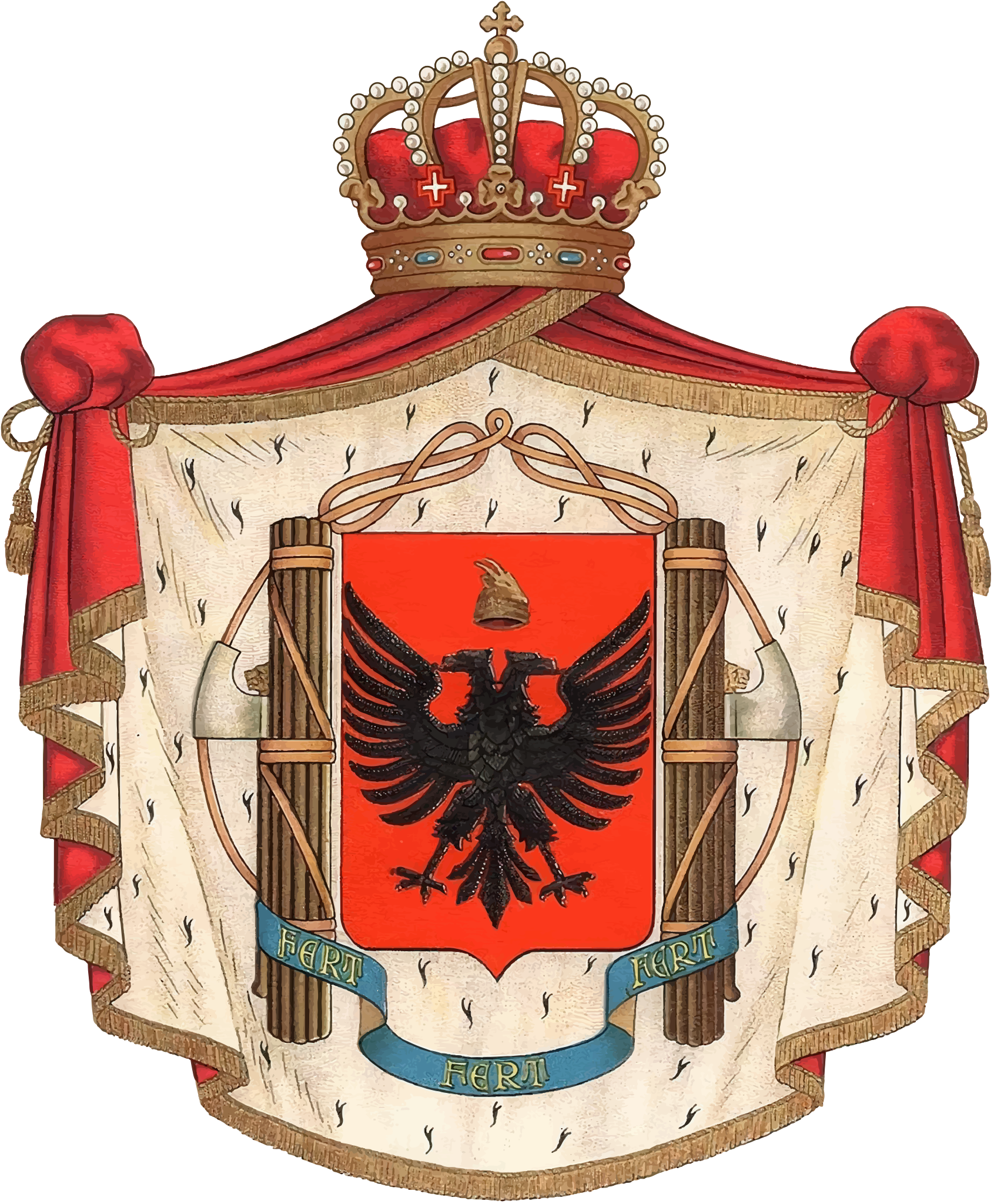
Regne d'Albània, protectorat italià (1939–1943)
República Popular d'Albània (1946–1991)
República d'Albània (1992-1998)